# 尚流
《尚流》（英語：Tatler）是一份創始於英國的時尚雜誌，由克萊門特·肖特創立於1901年。雜誌聚焦於時尚、生活、上流社會與政治等話題，以英國上中層階級、上層階級和對社會事件有興趣的民眾為受眾。《尚流》的發行者為康泰納仕集團，而中國大陸、香港、台灣、馬來西亞、新加坡等亞洲地區版本則交由博施出版集團發行。

## 爭議事件
2024年主辦美國職業足球大聯盟球隊國際邁阿密訪問香港及友賽的活動，因主力美斯沒有在友誼賽中上陣，引發2024年香港足球友誼賽美斯缺陣事件並且引發大量球迷大呼「退錢」。

## 外部連結
- 英國版《尚流》官方網站
- 亞洲版《尚流》官方網站
- 中國大陸版《尚流》官方網站